# Hetman de Toda a Ucrânia
O Hetman de Toda a Ucrânia (em ucraniano: Гетьман усієї України)   foi o chefe de estado e comandante-chefe do Estado Ucraniano em 1918.

## História

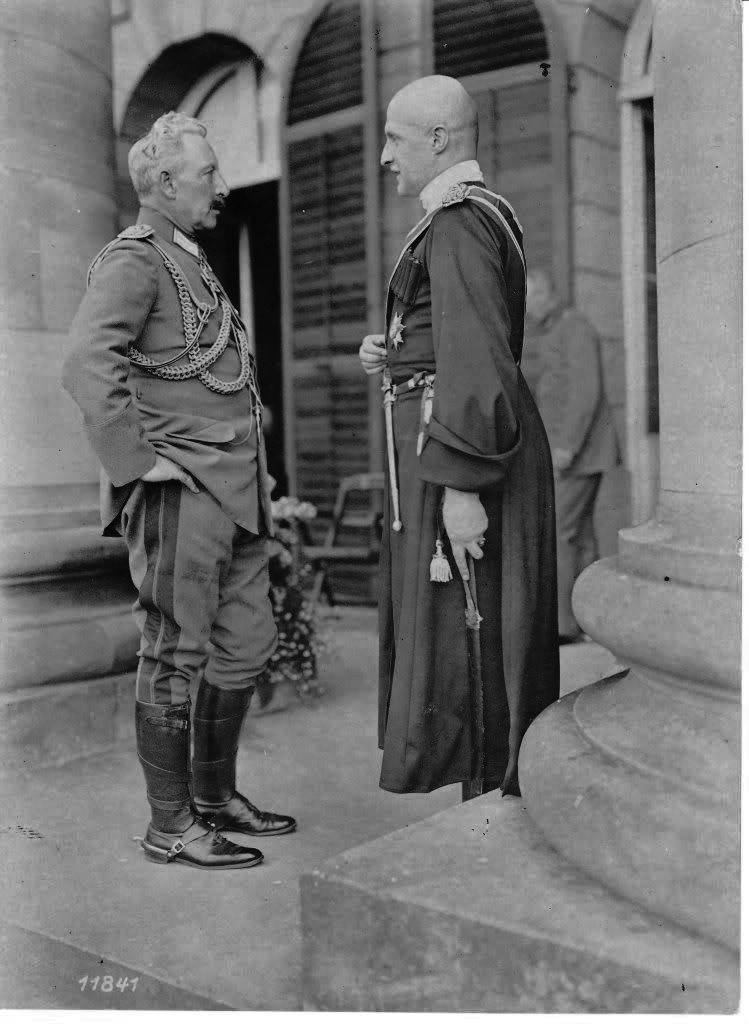
Imperador Guilherme II do Império Alemão (à esquerda) e Hetman Skoropadskyi (à direita) em uma reunião no Quartel-General do Alto Comando em Spa, em agosto de 1918.

A posição de Hetman do Exército Zaporojiano, também conhecido como "Hetman de Toda a Ucrânia",  foi estabelecida em 1648 durante a Revolta de Khmelnitski e ocupada pela primeira vez por Bohdan Khmelnytskyi como líder do Hetmanato Cossaco. Durante esse período, o cargo era um cargo eletivo. Mais tarde, no final do século XVIII, foi perfidamente liquidada pelo governo russo durante a expansão do território russo em direção à costa do Mar Negro.
O cargo de Hetman de Toda a Ucrânia foi estabelecido em 1918 por Pavlo Skoropadskyi, um descendente do antigo hetman do Exército Zaporojiano Ivan Skoropadskyi. A Lei sobre o Sistema de Estado Provisório da Ucrânia foi anunciada na sessão do Conselho Central da Ucrânia em 29 de abril de 1918, estabelecendo uma base legal para a nova posição. Pavlo Skoropadskyi transformou a Ucrânia no Estado Ucraniano autocrático sob a proteção das Potências Centrais, enquanto expulsava as forças bolcheviques da Rússia Soviética. Durante seu mandato, o Partido Comunista foi proibido no território da Ucrânia pela primeira vez. Após a revolta liderada pelo Diretório da Ucrânia, Pavlo Skoropadskyi renunciou ao título em 14 de dezembro de 1918,  transferindo o poder do Estado para o Gabinete de Ministros da Ucrânia e indo para o exílio na Alemanha.
Após o estabelecimento da Ucrânia Soviética, membros da família Skoropadskyi fundaram o Movimento Hetmanato que buscava a recriação do cargo com uma casa real.

## Titular
| N°. | Hetman (Nascimento–Morte) Assinatura | Hetman (Nascimento–Morte) Assinatura | Reinado                                      | Casamento                        | Casa Real | Casa Real            |
| --- | ------------------------------------ | ------------------------------------ | -------------------------------------------- | -------------------------------- | --------- | -------------------- |
| 1   |                                      | Pavlo Skoropadskyi (1873–1945)       | 29 de abril de 1918 – 14 de dezembro de 1918 | Oleksandra Skoropadska (Durnovo) |           | Casa de Skoropadskyi |